# はらJIN
はらJIN（はら じん、本名、原 仁、男性、1947年2月14日 - 1985年）は、日本のイラストレーター。

## 概要
1970年から1980年代にかけてイラストレーターとして活躍。作品は、かわいらしい動物をやわらかいタッチで書いたものが多い。趣味は釣り。
パソコン雑誌『I/O』（工学社）では創刊号より誌面中のイラストを担当。また、姉妹誌の『PiO』に登場するにわとり、『PiOくん』ははらがデザインした。1978年発売のギンビス「たべっ子どうぶつ」のパッケージイラストも手がけた。
1985年、心不全により死去。釣り中の出来事であった。